# Raffaele Fabretti

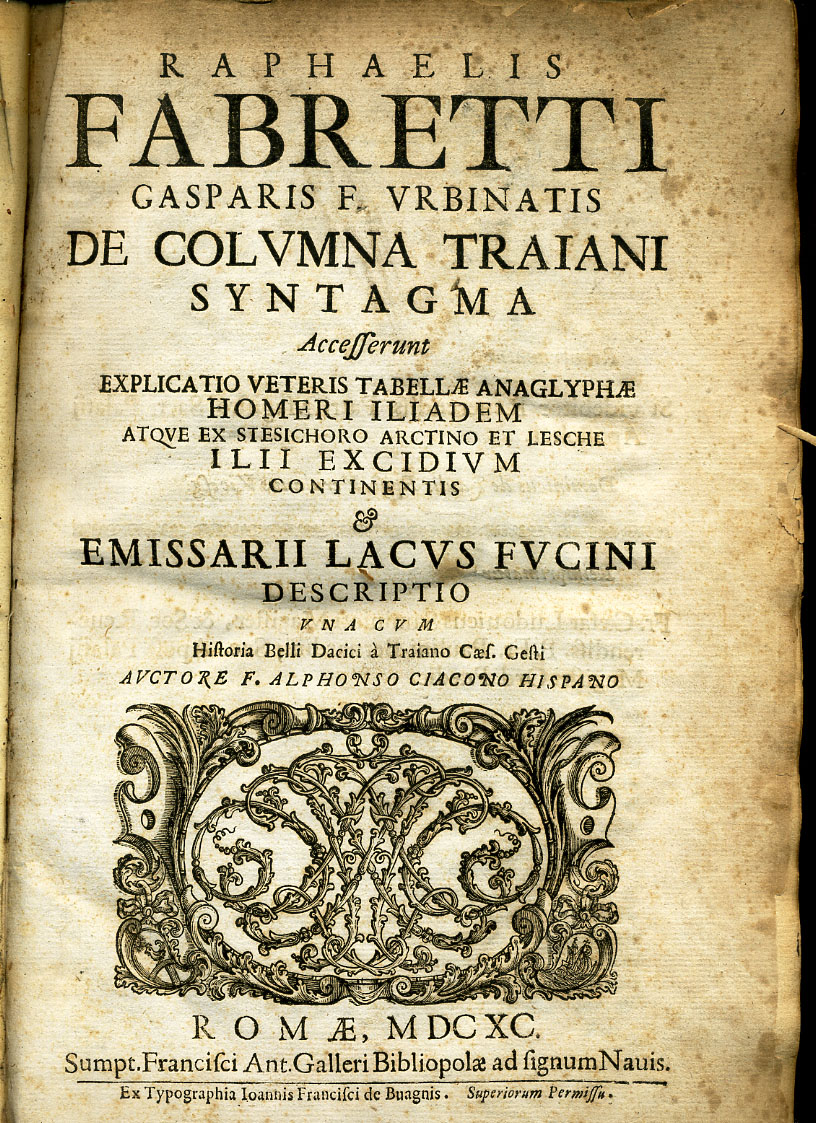
De columna Trajani syntagma.

Raffaele Fabretti, född 1618 i Urbino, död 7 januari 1700 i Rom, var en italiensk historiker och arkeolog.
Fabretti var direktör för arkivet i Castel Sant'Angelo i Rom. Han utgav De aquis et aquæductibus veteris Roma (1680; andra upplagan 1688), med bidrag till Latiums topografi; De columna Trajani syntagma (1683; andra upplagan 1790) och Inscriptionum antiquarum, quæ in ædibus paternis asservantur, explicatio (om katakombinskrifter; 1699).